# Cetopsidium roae
Cetopsidium roae és una espècie de peix de la família dels cetòpsids i de l'ordre dels siluriformes.

## Morfologia
- Els mascles poden assolir 4,1 cm de longitud total.
- Nombre de vèrtebres: 38-41.[4]

## Hàbitat
És un peix d'aigua dolça i de clima tropical.

## Distribució geogràfica
Es troba a Sud-amèrica: Rupununi (Guaiana).